# Éamonn de Valera
Éamonn de Valera (en irlandès Éamonn de Bhailéara), nascut Edward George de Valera (Ciutat de Nova York, 1882 - Dublín, 1975) fou un polític irlandès, fill de Juan Vivion de Valera (espanyol resident a Cuba) i Katherine Coll (irlandesa del comtat de Limerick). Tanmateix, el seu biògraf Tim Pat Coogan afirma que no hi ha constància en la partida de naixement i que potser era fill de mare soltera.
Segons ell mateix afirmà, el 1884 va morir el seu pare i la seva mare tornà a Irlanda. Estudià a Cork i Limerick i es llicencià en matemàtiques a la Universitat de Dublín el 1904. Allí contactà amb Douglas Hyde i la Lliga Gaèlica, de la qual fou un dels caps el 1908, i es casà amb una professora d'irlandès, Sinéad Flanagan, el 1910.
El 1913 es va unir als Voluntaris Irlandesos, i durant l'Aixecament de Pasqua de 1916 fou comandant del III Batalló de Dublín; ocupà el molí de farines Boland i controlà la carretera de Dublín a Dun Laoghaire, provocant 234 baixes entre els soldats britànics. Per això, fou condemnat a la pena de mort, que li fou commutada pel fet de ser ciutadà nord-americà. El 1917, fou adoptat com a candidat pel Sinn Féin, i guanyà les eleccions al comtat d'East Clare. El març del 1918, fou nomenat president del Sinn Féin i de l'IRA a proposta de Michael Collins, que planejà la seva fuga de la presó. Alhora, s'oposà al paper preponderant de l'IRB dins el moviment republicà, puix que De Valera, que no n'arribà mai a ser-ne membre, hi era totalment contrari i desconfiava del seu secretisme.
El desembre del 1918 fou elegit diputat al Dáil Éireann, i el març del 1919 fou nomenat cap del govern provisional durant el conflicte conegut com a Cogadh an Neamhspleachais (Guerra d'Independència), que durà del 1919 fins a la treva del 1921.

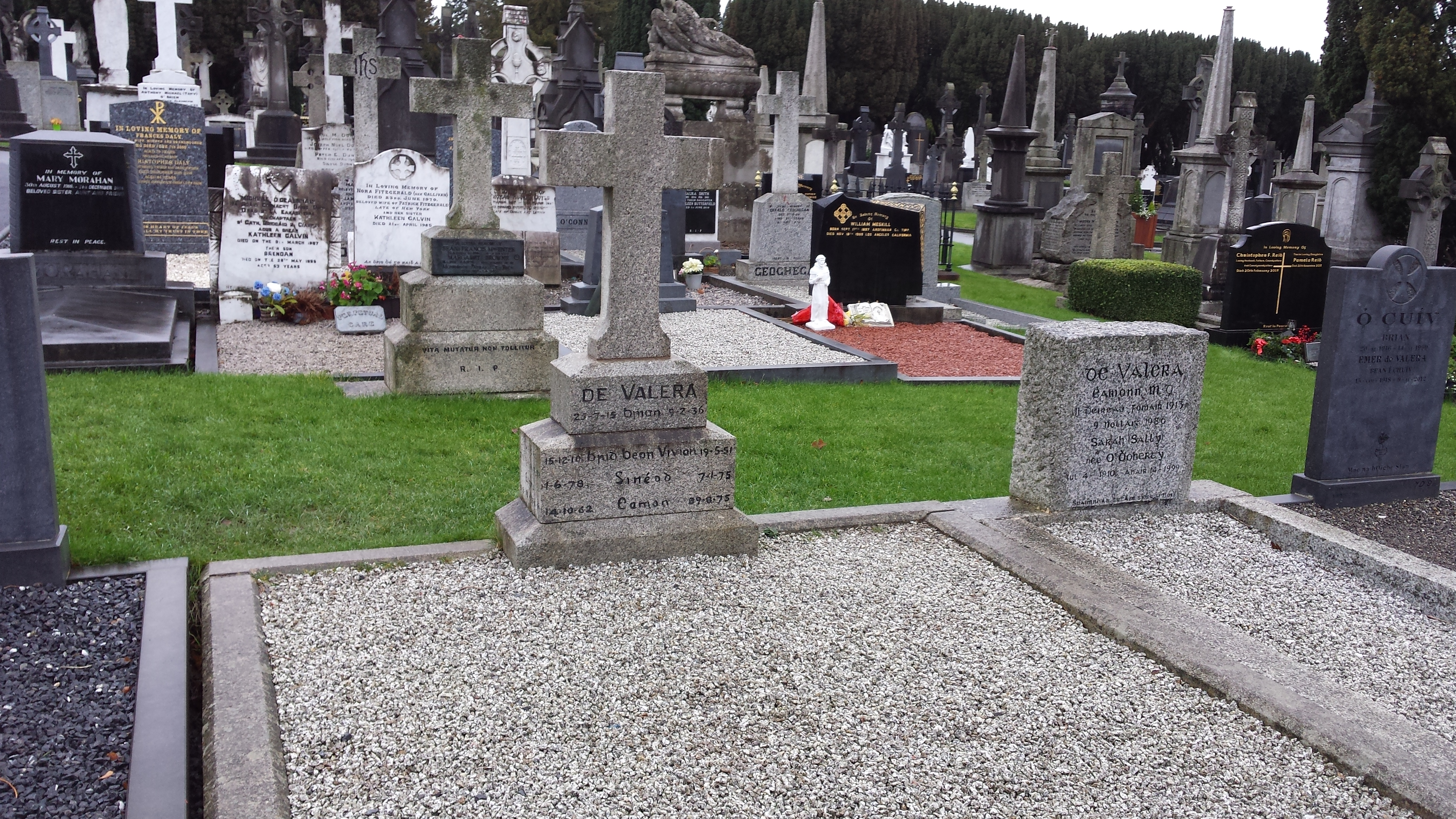
Tomba de la família de Valera al cementiri de Glasnevin

Rebutjà l'acord que creava l'Estat Lliure d'Irlanda el 1921 i, escollit comandant dels elements més radicals del Sinn Féin, exigí la total independència per a tota l'illa i boicotejà el parlament irlandès. Fou el cap de l'IRA durant la Guerra Civil irlandesa, del 1921-1922, que es passà gairebé tota als EUA cercant suport a la seva causa. Tampoc li permeteren ocupar l'escó de diputat per negar-se a jurar lleialtat a la corona britànica. El 1926, abandonà aquesta actitud i organitzà un nou partit, el Fianna Fáil, del qual fou president (1926-59) i que triomfà en les eleccions del 1932. Fou primer ministre el 1932-48, 1951-54 i 1957-59, i trencà els lligams que unien Irlanda amb la Gran Bretanya, alhora que reprimia implacablement les accions de l'IRA. Posteriorment, fou president de la República d'Irlanda, del 1959 al 1973.